# Anaxo (Tochter des Alkaios)
Anaxo (altgriechisch Ἀναξώ Anaxṓ) ist eine Figur der griechischen Mythologie.
Sie ist die Tochter des Alkaios, des Königs von Tiryns, der ein Sohn des Perseus und der Andromeda ist. Als ihre Mutter wird je nach Überlieferung Hipponome, die Tochter des Menoikeus, Astydameia, die Tochter des Pelops, oder Laonome, die Tochter des Guneus, genannt. Ihr Bruder ist Amphitryon.
Anaxo heiratet Elektryon, den Bruder ihres Vaters und König von Mykene und Midea. Gemeinsam haben sie zehn Kinder: Alkmene, die Mutter des Herakles, und die neun Söhne Stratobates, Gorgophonos, Phylonomos, Kelaineus, Amphimachos, Lysinomos, Cheirimachos, Anaktor und Archelaos.